# 龍齒
龍齒、龙牙或龙牙桩（英語：Dragon's teeth），是一種針對裝甲車以及坦克的防禦工事，會和捷克刺蝟一併配合。
這種防禦工事應用地區十分廣泛，大西洋壁壘和齊格菲防線，以及马奇诺防线（德軍佔領後），甚至是義大利北方的阿爾卑斯山防線皆有設置，每個國家的龍齒有其獨特造型，沒有統一規格。
最早的龍齒防禦工事是1923年由瑞士總參謀部開發設置，當時的材質是鐵路鋼軌，體積約1公尺高，但很快地被認為無法抵抗戰車前進，因此在1941年重新打造以水泥製成的三角形混凝土塊，瑞士人稱它們為三角巧克力。

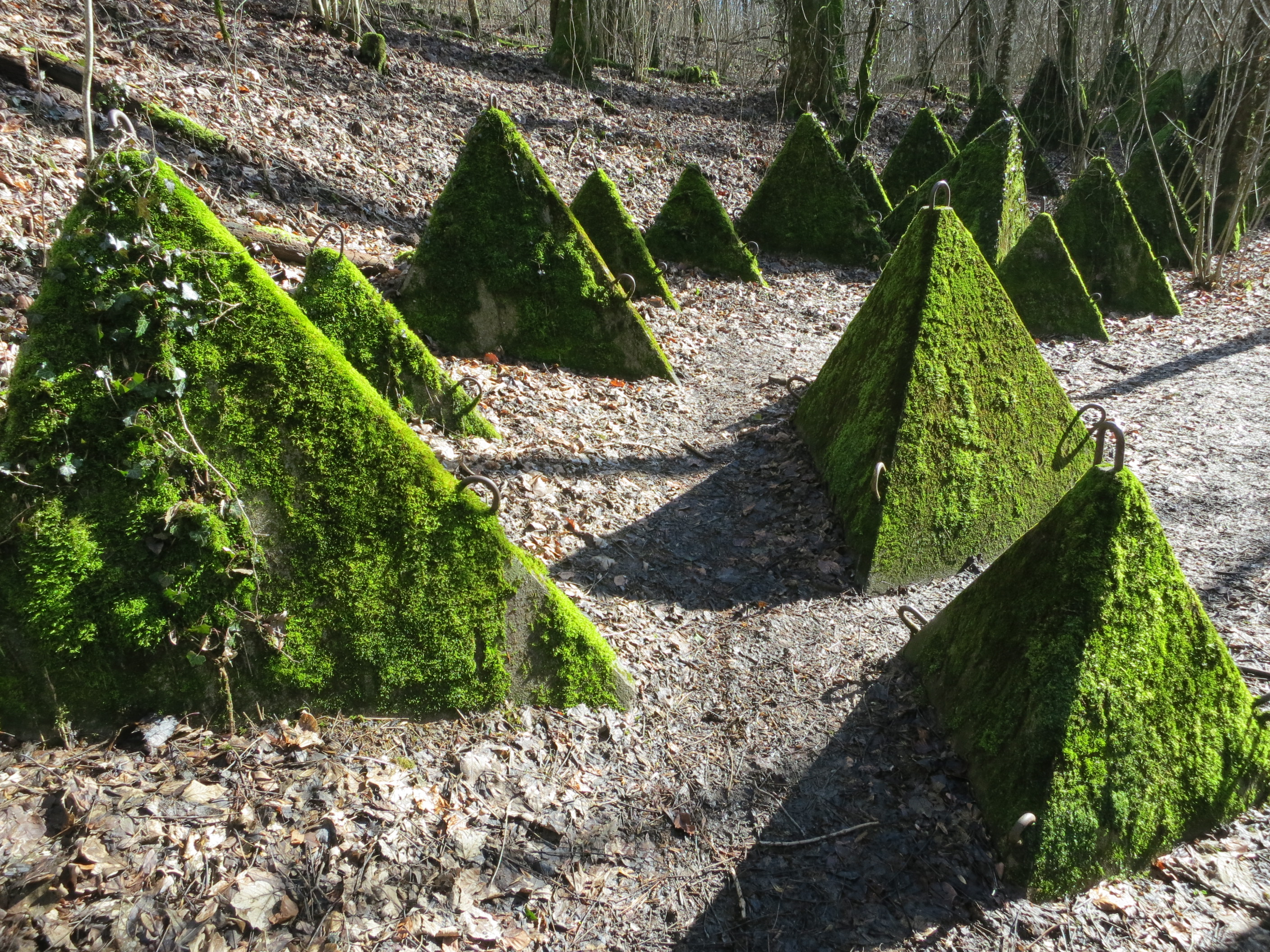
瑞士的龍齒防禦柱

納粹德國在1938年開始製造以鋼筋混凝土作為材料的龍齒工事，因戰車體積增長，因此體積也持續放大。龍齒一般是以多排一組的方式布置，每排相互交錯，使甲車無法直接跨越，布置規格為：
- 1938年型：寬7.35公尺、高1公尺、雙排布局、每排4格突出，可滯遲20噸以下戰車
- 1938年加強型：寬19.35公尺、五排布局。
- 1939年型：寬13.45公尺、三排布局，可滯遲36噸以下戰車。

龍齒是由鋼筋加上水泥建造，由於需要挖設地基，因此無法在後方工廠製作；打造工事是在防線設置現場澆灌鋼筋混凝土完成，鋼筋混凝土密度為一立方公尺2.4噸（t /m³）。
該工事深入地下以防止工兵安裝炸藥，不過由於它太具實用性，所以在守護萊茵作戰反而造成德軍裝甲部隊的麻煩，瑞士將其以軍事目的保留，目前皆已作為觀光用途，有些龍齒因為提供生物棲息圈同樣保留下來。

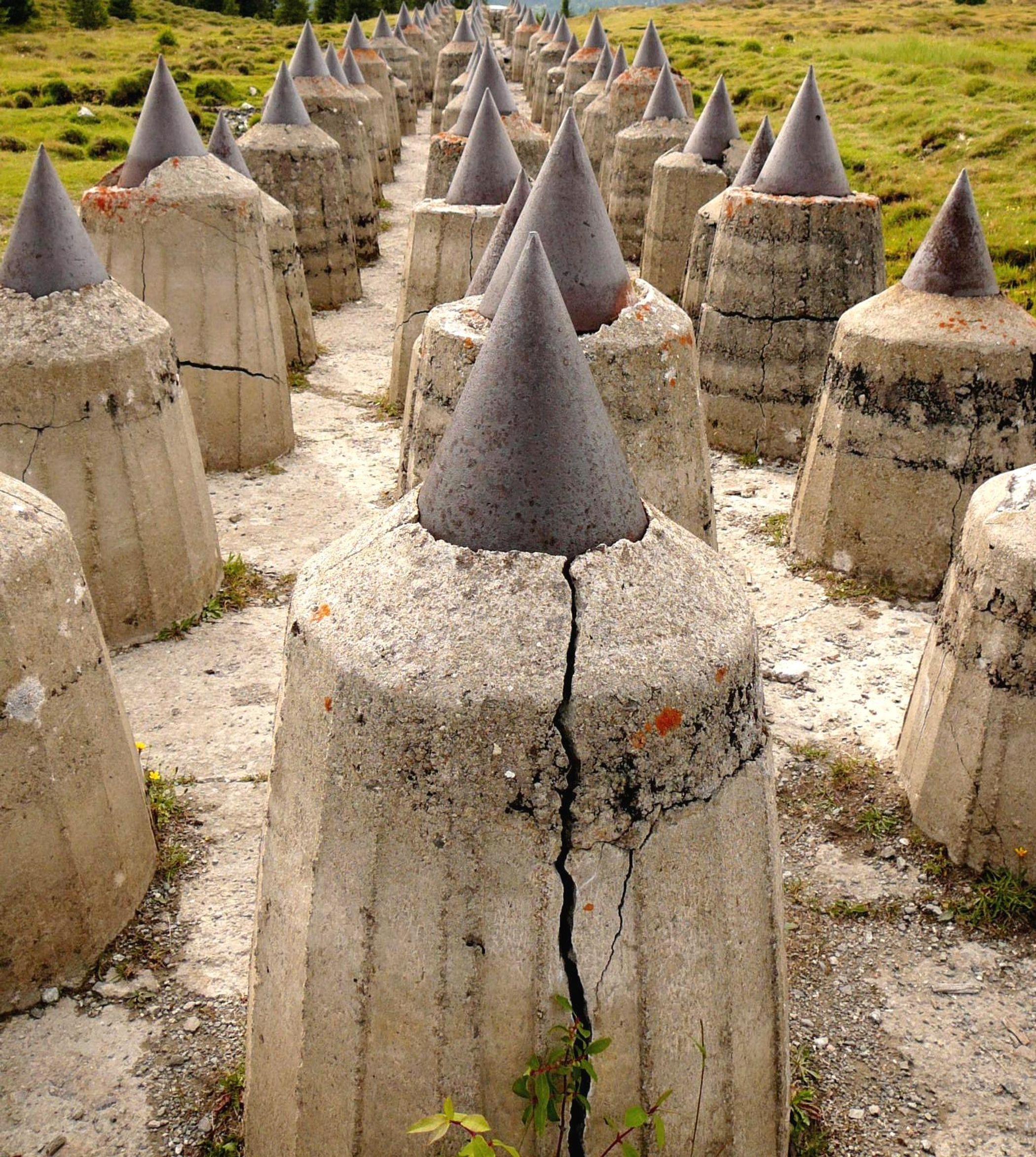
義大利版本的龍齒防禦柱

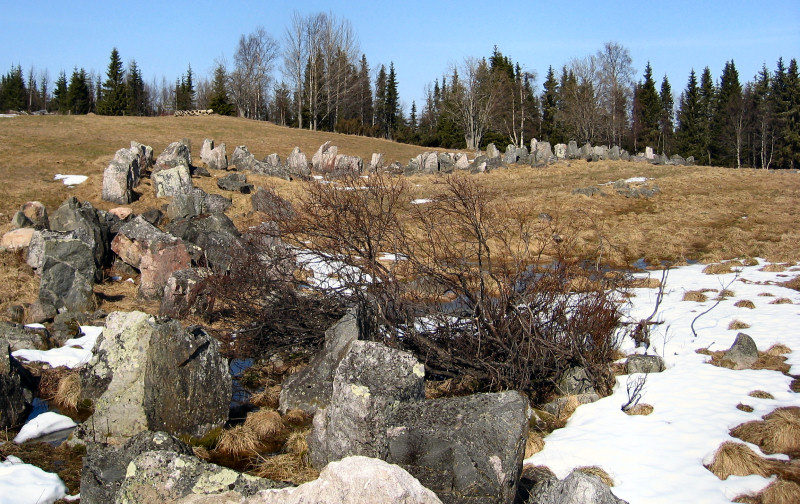
芬蘭版本的龍齒防禦柱，為花崗岩就地取材堆放的成品